# Chloris suringarii
Chloris suringarii är en gräsart som beskrevs av Charles Leo Hitchcock. Chloris suringarii ingår i släktet kvastgrässläktet, och familjen gräs. Inga underarter finns listade i Catalogue of Life.